# Borrados químicos y mecánicos
La información impresa o escrita puede ser alterada por medio de borrado mecánico o químico, ya sea para la eliminación de palabras enteras, letras, o de números. El borrado químico puede detectarse con la luz ultravioleta, es el más antiguo y conocido proceso de alteración de documentos.

## Procedimientos de alteración: su detección

### Supresiones mecánicas
Raspados con cuchilla, navaja o similar y borrados con goma de borrar pueden apreciarse en la zona afectada:
- Ondulaciones en ambas caras del papel.
- Perdida de satinado.
- Mayor transparencia al trasluz.
- Surcos producidos por presión, cuando la escritura se realizó con útil de punta dura.
- Desprendimiento y levantamiento de fibras, al microscopio estereoscopio con luz directa resultante.

Las supresiones con restos de tinta pueden apreciarse con radiación infrarroja.

### Lavados químicos
Realizados con sustancias borratintas, como hipoclorito de sodio, permanganato potásico, bisulfito de sosa, ácido oxálico, acetona, éter, metanol.
- Si son recientes, suelen  resultar invisibles a simple vista.
- Si no son recientes, suelen presentar una tonalidad amarillenta (más o menos intensa, dependiendo de su antigüedad).
- Bajo radiación ultravioleta, la zona afectada produce una fluorescencia distinta a la del resto del papel.

### Adiciones
De letras o signos, de palabras, de frases, realizados entre líneas, entre palabras, en los espacios entre párrafos, en los blancos al final de línea, en los márgenes se pueden presentar:
- Diferencias en sus elementos gráficos (a veces se aprecian fácilmente diferencias de dimensiones o de ritmo, por ser necesario reducir el tamaño o
- Comprimir el texto para que  quepa en el espacio disponible).
- Diferente tonalidad cromática. La radiación infrarroja permitirá detectar la diferencia de las tintas.

### Retoques y enmiendas
Transformación de las grafías en otras distintas mediante el añadido o la supresión  de rasgos, como, por ejemplo, la conversión de un 3 en 8; o sustitución de las grafías originales, una vez borradas, raspadas o lavadas, por otras diferentes y que son muy frecuentes en cheques y recibos, en las que se alteran cantidades y fechas, presentando, así mismo, especial interés en los que los supuestos de testamentos ológrafos) se detectan con facilidad:
- Mediante análisis microscópico.
- Bajo luz ultravioleta o infrarrojos.

En las tachaduras, la radiación infrarroja posibilitara el revelado de las grafías tachadas, siempre que la tinta empleada para tachar sea de composición diferente a la utilizada para la escritura del texto.

## Revenido
La palabra revenir significa tornar una cosa a su estado propio. Tecnológicamente se denomina  revenido a la operación metalúrgica consistente en el calentamiento, por debajo de cierta temperatura crítica, de un acero templado, para disminuir las tensiones internas y su fragilidad. Se denomina revenido  al procedimiento usualmente utilizado para regenerar las marcas seriales  eliminadas de diferentes elementos, mediante operaciones físicas y químicas.
Estas operaciones variaran de acuerdo con tres factores:
1. La naturaleza o constitución del material sobre el cual se asentaba la marca borrada.
2. El sistema empleado originariamente para asentarla.
3. El procedimiento o técnica empleados para eliminarla.

Todos los elementos de valor que pueden ser transportados o con movilidad mecánica propia, son susceptibles de ser hurtados o robados, como: televisores, videocaseteras, automóviles, relojes, armas, motos, etc. Ello hace que los fabricantes les otorguen, o combinación de ellos, posibilitando su reconocimiento en caso de sustracciones indebidas. El adquirente legal del objeto podrá entonces demostrar su pertenencia mediante la marca serial inserta, además, en la documentación que lo acredite. El delincuente, lógicamente conoce tal circunstancia y, en la medida en que el tiempo se lo permita tratará de eliminar tales marcas, reemplazándolas en muchos casos por otras, o bien adulterando parcialmente las originales. En la actualidad tal técnica no es frecuente y cuando se fabrican objetos en serie, las marcas seriales aparecen  en el propio cuerpo en zonas de difícil reemplazo.
Toda fuerza ejercida sobre un material metálico produce una deformación. Si la misma es de poco valor, una vez que cesa su aplicación, el material recupera su forma original. Estamos hablando de  deformación elástica. Cuando la o las fuerzas ejercidas son de mayor intensidad, el material no recupera su forma primitiva y, en tal caso, estamos en presencia de una deformación plástica. El proceso en cuestión conduce a cambios en las propiedades físicas y químicas de la estructura afectada provocando a su vez alteraciones en, por ejemplo, la dureza, propiedades magnéticas, resistencia mecánica, conductividad eléctrica, resistencia a la corrosión, etcétera. Es esta última propiedad es la que da origen al proceso de revenido químico.
El tratamiento del revenido químico está inspirado en el método conocido como técnica macrografía, que consiste en la observación de una pieza metálica o sección de la misma, debidamente pulida y atacada con un reactivo químico apropiado. La observación de la macro estructura así obtenida brinda información sobre fisuras, rajaduras, soldaduras, sementado, proceso de fabricación, homogeneidad del material, existencia de impurezas etcétera. La adopción de esta técnica tiene por fundamento la diferente velocidad de ataque del reactivo químico empleado sobre los diferentes constituyentes metalográficos del elemento tratado, incluyendo entre ellos a los que han sufrido una alteración de su estructura cristalográfica normal, como consecuencia impuesta al punzón en el acto del gravado del número o signo original. Esta alteración canaliza el estudio para una clara diferenciación cualitativa de las propiedades físicas y químicas de las zonas no afectadas por la acción.
En tal sentido, al aplicarse un reactivo químico corrosivo educado sobre el sector sea concretado el borrado del número por pulido, limitado, etc., el aria tensionada por la grabación se disuelve a mayor velocidad que el metal inalterado, lo que produce la regeneración de la inscripción original. Cuando más drástico haya sido el medio empleado para la marcación original, mayores posibilidades habrán de regenerarla; en caso contrario la posibilidad de un resultado satisfactorio será mínimo.

## Métodos frecuentes para realizar marcaciones seriales

### Vaciado
Es propia de grandes motores. El molde que va a dar origen a la pieza posee en el lugar adecuado y en bajo relieve, la marca correspondiente, que quedará asentada en sobre relieve en la pieza terminada. Cualquier eliminación de limado, corte, etc., no permitirá su restitución por revenido en virtud de que la estructura cristalográfica no ha sufrido distorsión alguna.

### Pintado
Pueden ser removidas fácilmente por medios mecánicos o químicos. En estos casos solo resulta viable una observación óptica directa y la ayuda de radiaciones de frecuencia apropiadas (rayos X, ultravioleta, convertidor infrarrojo).

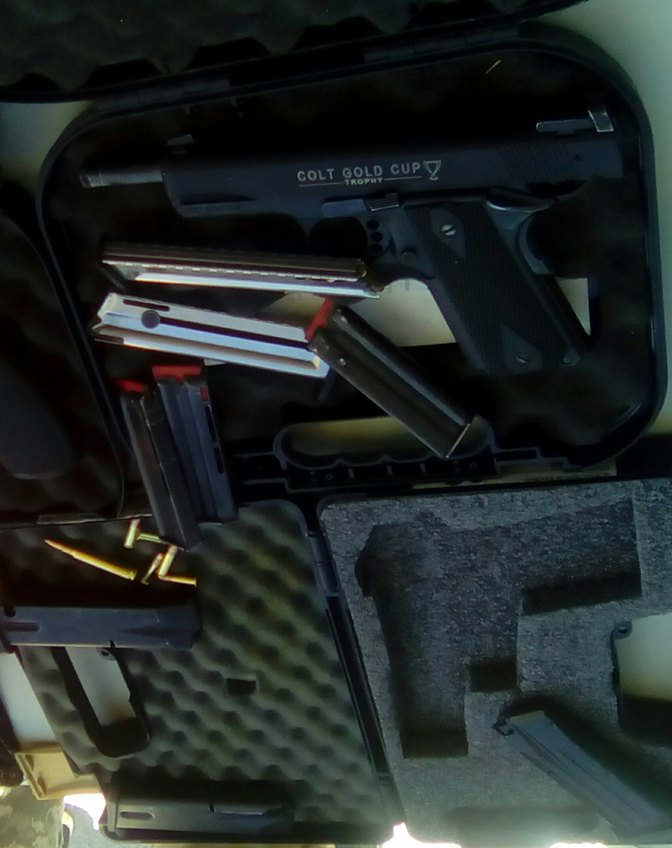
Arma rotulada por método de pintado.

### Grabado mecánico
Son las que normalmente se realizan mediante el empleo de un cincel (anillos, monogramas, dedicatorias, relojes, medallas, etc.). Si bien la alteración de la estructura es mínima, debe intentarse la restauración por revenido químico.

### Metal fundido
Son marcas generalmente de gran tamaño que se emplean para identificar la fábrica del objeto marcado y algún otro dato genérico. Aparece aquí una importante modificación en la estructura que permite la restauración por revenido químico.

### Grabado eléctrico
Se emplean aquí lápices eléctricos o vibratorios que originan la superficie metálica puntos o pequeños cráteres por fusión de metal, que dan origen a número y letras. Aquí la técnica dice, en caso de erradicación de este tipo de marcaciones, el pulido a espejo de la superficie (lija al agua, grado extrafino) y luego examen visual y óptico con luz de diferentes ángulos.

### Grabado químico
Consiste en atacar químicamente la superficie mediante reactivos cuya composición es acorde con dicha superficie. Puede apreciarse esta técnica en dibujos de armas de colección. La erradicación de tal grabado difícilmente pueda ser determinada por revenido químico ya que la alteración cristalográfica es mínima.

### Estampado en láminas metálicas que se adosan al objeto mediante tornillos o remaches
Las chapas se graban (generalmente de aluminio) ya sea en el anverso (bajo relieve) o bien en el reverso (alto relieve)  por medio de punzones. En estos casos se debe observar si los guarismos son originales o apócrifos, efectuándose revenido en el segundo caso, haciéndose contar si los tornillos o remaches son originales o han sido removidos o remplazados.

### Estampado mediante cuños metálicos aplicados por percusión
Los punzones son de acero duro y poseen en su extremo la marca deseada sobre relieve. El grabado se concreta por golpe fuerte y seco que provoca la introducción del punzón a una profundidad determinada. El número, letra o signo queda así marcado en bajo relieve. Este método de grabado en frío es el que más se utiliza para la marcación de aparatos fabricados en serie, en particular armas y automotores, se presta al revenido químico en caso de supresión ilegal de las marcas seriales por limado, pulido.

## Métodos utilizados para la eliminación de marcas seriales

### Púlido
Se producen estrías que siguen direcciones paralelas si se ha usado lima. La parte central de la zona afectada aparece más deprimida que la periférica.

### Lijado
Aparecen estrías con direcciones aproximadamente paralelas, de escasa profundidad; puede disimulárselas con pintura o pavonado.

### Punteado eléctrico
Está basado en la realización de una serie de concavidades sobre la zona afectada por la marcación, mediante una punta metálica, calentada eléctricamente al rojo. El acabado es burdo y grosero.

### Soldadura
Se rellenan las marcas con metal fundido.

### Corrección por adición
Consiste en el agregado de trazos sobre uno o dos números que integran la identificación a fin de transformarlos en otros. Aquí es importante el estudio de los dígitos que integran la numeración sospechosa, con auxilio de medios ópticos y lumínicos apropiados.

## Métodos de revenido
Existen reactivos  y métodos de revenido para: Hierro, Acero, Acero duro, Aluminio, cobre, Zinc, Plomo ,Estaño,Metales preciosos (plata, platino, oro).
Además del revenido químico, se utilizan otros métodos para regenerar inscripciones erradicadas en superficies metálicas. Algunos de ellos requieren instrumental complejo y costoso; y otros no ofrecen las suficientes garantía del control permanente de la marcha del proceso de reaparición de las marcas eliminadas, con el riesgo de la pérdida de la prueba.
Los métodos de revenido son:
- Método electrolítico.
- Método electrolítico sin inmersión.
- Método magnético.
- Método por cavitación inducida en agua.

## Revenido de inscripciones en materiales no metálicos

### Sobre elementos de material plástico
Las resinas plásticas artificiales (denominadas materiales plásticos) conforman productos absolutamente  amorfos, esto quiere decir son la organización interna de los metales. Este carácter amorfo  sugiere que no debería esperarse  de los mismos la posibilidad del revenido de marcas seriales limados. Ello se puede tratar la zona borrada con un solvente plástico, con lo que se podrá lograr el revenido, ya que la parte del material afectado por el grabado es más resistente a la acción disolvente que el resto. También da buenos resultados  el procedimiento físico explicado en el caso de grabado eléctrico, es decir la observación con luz incidente en variadas direcciones.

### Sobre madera
La madera está conformada por fibras celulósicas, unidas entre sí por sustancias incrustantes. Los métodos de grabado sobre objetos de madera normalmente son:
1. Por corte con un instrumento afilado.
2. Por carbonización de las fibras superficiales mediante un molde de hierro calentado al rojo.
3. Mediante matrices, a percusión, en forma celular a la marcación de metales.

Ante un maniobra de eliminación por pulido o limado, resulta factible la regeneración de las inscripciones insertas originalmente,  dado que con los tres métodos anteriormente mencionados se produce una franca alteración de las fibras vecinas a las directamente afectadas por la acción del instrumento grabador.

### Sobre objetos de cuero
El revenido sobre artículos de cuero es requerido en casos de delitos contra las personas, identificación de cadáveres, homicidios, en los cuales se hace necesario identificar una marcación de calzado, guantes, tapados de piel y ropas de dicho material. Todos estos elementos suelen llevar impreso, grabado, pintado detalles sobre su origen, procedencia y talle, que pueden resultar de gran interés para la investigación y que intencionalmente o  por desgaste, no son detectables a simple vista.
En la mayoría de los casos, la marcación de dichos elementos se realiza mediante aplicación de inscripciones coloreadas, con sellos metálicos, lo que implica un presionado más o menos  intenso de la superficie. También puede usarse pinturas al aceite  para tapar las inscripciones. En tal caso  es útil el empleo inicial del convertidor o la fotografía infrarrojos. Si la tinta es utilizada  en la marcación original era del tipo carbonoso, es muy probable que este recurso analítico ermita la regeneración de la misma, atento la impermeabilidad del carbón  a dicha rayos. La superficie puede tratarse con solventes de sustancias grasas que eliminaran cualquier cubierta de esta naturaleza, aplicada adrede para ocultar una escritura o producida naturalmente por el uso. Luego de ello se debe observar con luz natural y ultravioleta, en busca de la marcación investigada. De agotarse las instancias físicas se pueden realizar procedimientos químicos, con observación directa permanente de sus efectos.